# Atrocity
Atrocity est un groupe allemand de death metal, originaire de Ludwigsbourg, Bade-Wurtemberg. Le groupe Leaves' Eyes est composé des membres d'Atrocity, à l'exception de la chanteuse.

## Biographie
Le groupe est formé en 1985 sous le nom Instigators. Jouant initialement du grindcore, Atrocity s'oriente vers le death metal avec son premier EP, Blue Blood, en 1989, suivi par Hallucinations, un album-concept qui parle de toxicomanie. Leur deuxième album, Todessehnsucht, s'oriente vers des classiques du death metal avec une reprise de Archangel du groupe Death. Leur style musical évolue au fil des années et incorpore des éléments sonores médiévaux et horreur, comme démontré sur l'album Atrocity's Blut. Atrocity's Blut est suivi par Calling the Rain, un mini-album qui fait participer la chanteuse Yasmin Krull et de la musique acoustique.
L'album Willenskraft, publié en 1996, implique des éléments d'industriel accompagné d'un CD bonus (Kraft und Wille) qui comprend des remixes électroniques des chansons. Ces dernières sont moins orientées metal ; Werk 80 comprend des hits disco des années 1980. Certains mini-albums et certaines chansons comme la reprise de Lili Marleen (qui comprend Gemini) déçoivent la plupart de leurs fans.
Après 2000, Atrocity reste inactif et semble s'être séparé. Cependant, ils reviennent quatre ans après avec un nouvel album, Atlantis. L'album fait aussi participer l'épouse d'Alexander au chant, Liv-Kristine Espanaes Krull (anciennement au sein de Theatre of Tragedy). Les membres forment le groupe de metal atmosphérique Leaves' Eyes, qui comprend Liv Kristine au chant. Le 11 novembre 2007, Atrocity annonce le départ du bassiste Chris Lukhaup.
La sortie de leur onzième album After the Storm en 2010 marque une nouvelle ère pour le groupe dans le genre ethno-metal. Yasmin Krull revient une seconde fois comme instrumentaliste et chanteuse. En août 2012, le groupe est annoncé en train de travailler sur une trilogie intitulée Okkult. Le 4 mars 2013, Atrovity annonce la liste des titres et la couverture de Okkult.

## Membres

### Membres actuels
- Alexander Krull (en) - chant, claviers, samples (depuis 1985)
- Thorsten Bauer - guitare (depuis 1994), basse (2013)
- Joris Nijenhuis - batterie (depuis 2012)
- Pete Streit - guitare (depuis 2015)

### Anciens membres
- René Tometschek - basse (1985-1988)
- Gernot Winkler - batterie (1985-1988 ; décédé)
- Mathias Röderer - guitare (1985-2010)
- Frank Knodel - guitare (1985-1988)
- Oliver Klasen - basse (1988-1993)
- Michael Schwarz - batterie (1988-1999)
- Richard Scharf - guitare (1988-1994)
- Markus Knapp - basse (1994-1995)
- Christian Lukhaup - basse (1995-2007)
- Martin Schmidt - batterie (1999-2005)
- Moritz Neuner - batterie (2005-2008)
- Alla Fedynitch - basse (2008-2010)
- Seven Antonopoulos - batterie (2008-2010)
- Nicholas Barker - batterie (2008)
- JB van der Wal - basse (2010-2013)
- Roland Navratil - batterie (2010-2012)
- Sander van der Meer - guitare (2010-2015)

## Discographie
- 1990 : Hallucinations
- 1992 : Todessehnsucht
- 1994 : B.L.U.T.
- 1995 : Die Liebe
- 1995 : Calling The Rain
- 1996 : Willenskraft
- 1997 : Werk 80
- 1999 : Non Plus Extra (double CD)
- 2000 : Gemini
- 2004 : Atlantis
- 2008 : Werk 80 II
- 2010 : After the storm (avec Yasmin Krull)
- 2013 : Okkult
- 2018 : Okkult II